# غراند أنس
غراند أنس هي بلدة في أبرشية سانت جورج في جنوب غرينادا.
تقع البلدة على الساحل الغربي بالقرب من سانت جورجز على خليج غراند أنس بين كا-في بو وبلمونت.